# Elza Berquó
Elza Salvatori Berquó (Guaxupé, 17 de outubro de 1925) é uma pesquisadora brasileira, titular da Academia Brasileira de Ciências na área de Ciências Sociais desde 28 de maio de 2001.
Nascida em Guaxupé, Minas Gerais, Elza é formada em matemática pela Puc de Campinas, fez mestrado em estatítica na USP e obteve o doutorado em bioestatística pela Universidade de Columbia, nos Estados Unidos. Elza é considerada uma pioneira no estudo de demografia no Brasil, e uma das mais importantes demógrafas do Brasil. Em 1969 foi uma das fundadoras do Cebrap. Entre outros lugares, trabalhou na Faculdade de Saúde Pública da Universidade de São Paulo e na Universidade Estadual de Campinas. Coordenou a edição de 2006 da Pesquisa Nacional de Demografia e Saúde.
Foi condecorada na Ordem Nacional do Mérito Científico em 1998.